# فرودگاه آناپا
فرودگاه آناپا (به انگلیسی: Anapa Airport) (به زبان بومی: Аэропорт Анапа) یک فرودگاه همگانی با کد یاتا AAQ است که یک باند فرود بتن دارد و طول باند آن ۲۵۰۰ متر است. این فرودگاه در شهر آناپا کشور روسیه قرار دارد و در ارتفاع ۵۳ متری از سطح دریا واقع شده‌است.

## شرکت‌های هواپیمایی و مقصدهای پروازی
As of January 2015 following airlines serve Anapa Airport:

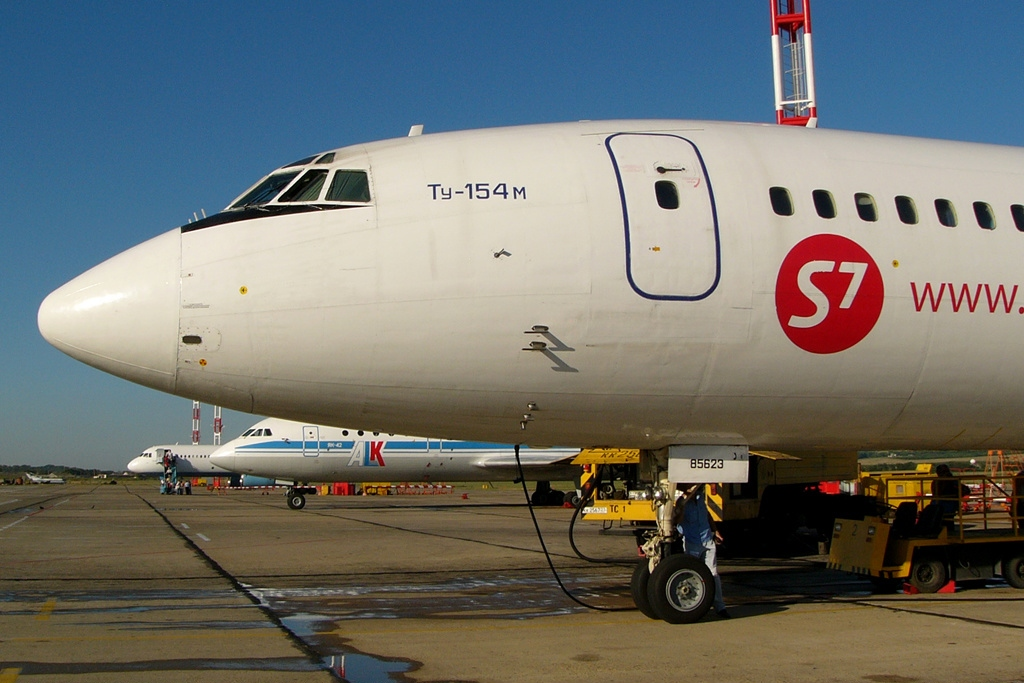
اس۷ ایرلاینز توپولف-۱۵۴ parked at Anapa Airport.

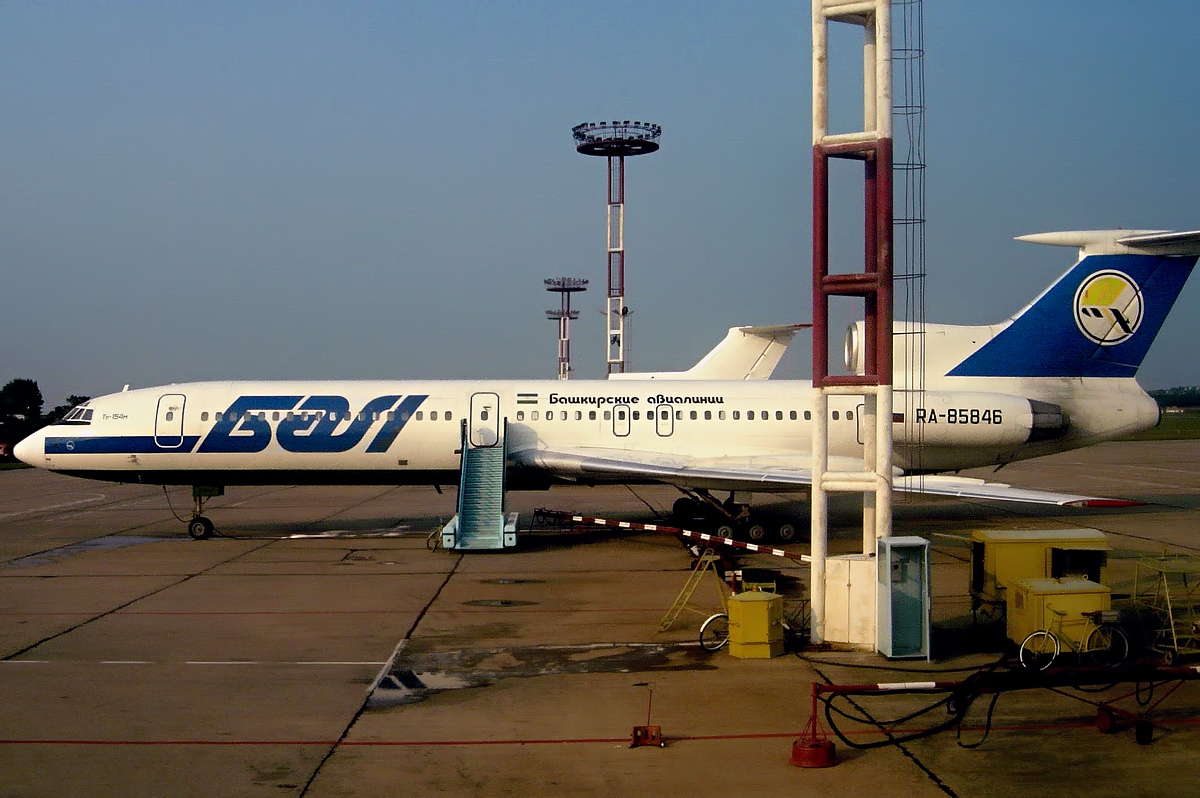
بی‌ای‌ال باشکیریان ایرلاینز توپولف-۱۵۴ parked at Anapa Airport.

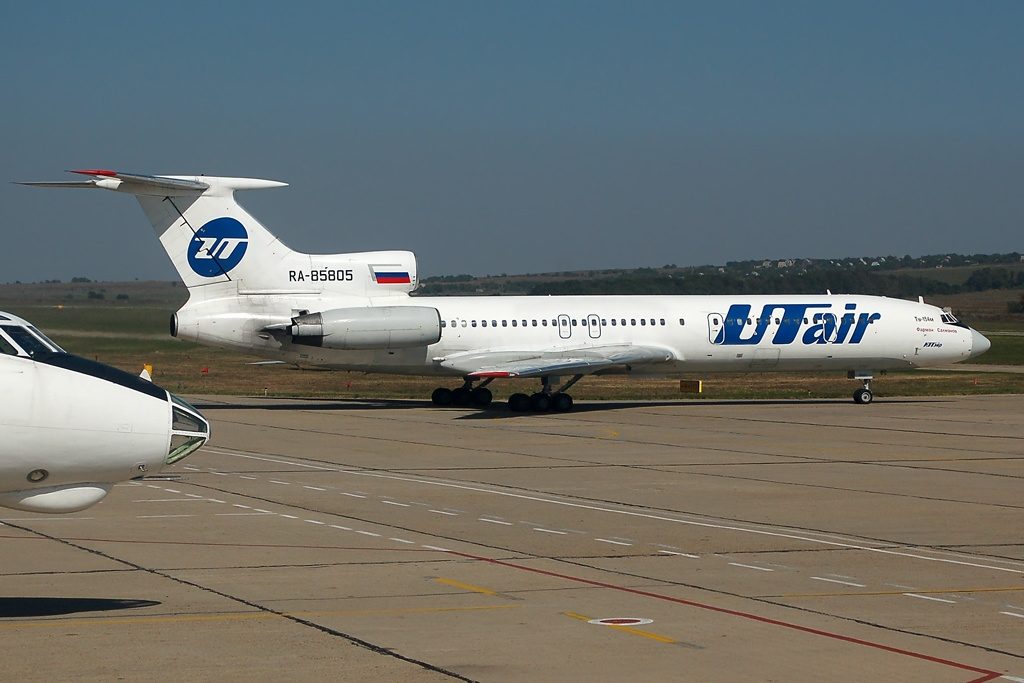
یوتی‌ایر اوییشن توپولف-۱۵۴ taxiing Anapa Airport.

| شرکت‌های هواپیمایی                      | مقصدهای پروازی                                                                                                 |
| -------------------------------------- | --- |
| آئروفلوت                               | شرمتیوو |
| آئروفلوت اجرا توسط روسیه ایرلاینز      | فصلی: ونوکووا، اورنبورگ تسنترالنی، پالکوو                                                                      |
| ایر آئرو                               | فصلی: بارنائول، کمروف، تسنترالنی                                                                               |
| آیزهاویا                               | فصلی: ایژفسک، قازان، کیروف پوبدیلوف، بگیشفو، پنزا، اوفا                                                        |
| کومی‌اویاترنس                           | فصلی: کالوگا گرابتسف                                                                                           |
| Kostroma Air Enterprise                | فصلی: کوستروما                                                                                                 |
| Nordavia                               | فصلی: تالاگی، مورمانسک، سیکتیوکار                                                                              |
| نورداستار                              | فصلی: یملیانو، الیکل، اوفا                                                                                     |
| پابیدا                                 | فصلی: قازان، ونوکووا، بولشویه ساوینو، اوفا، کولتسوو                                                            |
| RusLine                                | فصلی: خالینو، تامبوف دونسکویه                                                                                  |
| ساراتوف ایرلاینز                       | فصلی: خرابوروفو، کیروف پوبدیلوف، بگیشفو، اورنبورگ تسنترالنی، پنزا، سرتو تسنترلنی                               |
| اس۷ ایرلاینز                           | دوموده‌دوو فصلی: تولمچوا                                                                                        |
| اس۷ ایرلاینز اجرا توسط گلوبوس ایرلاینز | فصلی: دوموده‌دوو                                                                                                |
| Severstal Air Company                  | فصلی: چرپووتس                                                                                                  |
| اورال ایرلاینز                         | فصلی: کورومچ، کولتسوو                                                                                          |
| یوتی‌ایر اوییشن                         | فصلی: خانتی-مانسییسک، خالینو، ونوکووا، نیژنوارتوفسک، نویابرسک، کورومچ، پالکوو، سورگوت، سیکتیوکار، رسچینو، اوفا |
| یاکوتیا ایرلاینز                       | فصلی: تسنترالنی، یاکوتسک                                                                                       |
| یامال ایرلاینز                         | فصلی: تالاگی، نیژنوارتوفسک، بولشویه ساوینو، رسچینو                                                             |